# پروتون‌زدایی
دپروتوناسیون (انگلیسی: Deprotonation) به معنی جدا کردن پروتون یا هیدروژن از مولکول می‌باشد که در اثر آن یک باز مزدوج تشکیل می‌شود.